# Anatopynia belllipes
Anatopynia belllipes är en tvåvingeart som först beskrevs av Jean-Jacques Kieffer 1925.  Anatopynia belllipes ingår i släktet Anatopynia och familjen fjädermyggor. Inga underarter finns listade i Catalogue of Life.